# Seznam památných stromů v okrese Jablonec nad Nisou
Toto je seznam památných stromů v okrese Jablonec nad Nisou, v němž jsou uvedeny památné stromy na území okresu Jablonec nad Nisou.
| Název                                             | Obrázek                                                                                            | Umístění                                                            | Druh                                 | Obvod [v cm] | Kód wikidata     | Galerie                                                                               | Poznámka |
| ------------------------------------------------- | -------------------------------------------------------------------------------------------------- | ------------------------------------------------------------------- | ------------------------------------ | --- | ---------------- | ------------------------------------------------------------------------------------- | --- |
| Klen v Albrechticích                              | Klen v Albrechticích                                                                               | Albrechtice v Jizerských horách 50°45′33″ s. š., 15°17′31″ v. d.    | javor klen                           | 441 | 102018 Q26787428 | Kategorie „Klen v Albrechticích“ na Wikimedia Commons                                 | V obci na rozcestí u čp. 12 |
| Lípa na Mariánské hoře                            | | Albrechtice v Jizerských horách 50°46′9″ s. š., 15°16′46″ v. d.     | lípa malolistá                       | 410 | 102019 Q26787429 |                                                                                       | V obci u čp. 398 na terénním zlomu asi 7 m nad silnicí |
| Lípa v Alšovicích                                 | | Alšovice 50°41′4″ s. š., 15°13′50″ v. d.                            | lípa srdčitá                         | 320 | 101975 Q26787397 |                                                                                       | Vpravo od silnice Jistebsko-Pěnčín |
| Tis v Besedicích                                  | | Besedice                                                            | tis červený                          | 230 | 102009 Q12059014 |                                                                                       | V zahradě poblíž autobusové zastávky Dolní Zbirohy |
| Klen na okraji Bohdalovic                         | Klen na okraji Bohdalovic                                                                          | Bohdalovice 50°43′5″ s. š., 15°19′25″ v. d.                         | javor klen                           | 475 | 105193 Q26789718 | Kategorie „Klen na okraji Bohdalovic“ na Wikimedia Commons                            | V obci na travnaté ploše u místní komunikace |
| Klen u Šupů                                       | Památný javor klen u Šupů v Bohdalovicích                                                          | Bohdalovice 50°43′5″ s. š., 15°19′29″ v. d.                         | javor klen                           | 303 | 105194 Q26789719 |                                                                                       | Uprostřed travnaté plochy neoploceného pozemku u roubenky čp. 18 v obci                                                                                           |
| Lípa v Bratříkově                                 | | Bratříkov 50°40′44″ s. š., 15°15′20″ v. d.                          | lípa velkolistá                      | 480 | 102006 Q26787419 |                                                                                       | V obci u čp. 15 |
| Jilm horský ve Bzí                                | pohled na památný jilm od jihovýchodu                                                              | Bzí                                                                 | jilm horský                          | 385 | 106224 Q73601737 | Kategorie „Jilm horský ve Bzí“ na Wikimedia Commons                                   | Na okraji obce Bzí při cestě do Veselí, 43 m od domu č. p. 83, 10 m od místní komunikace                                                                          |
| Dalešická lípa                                    | | Dalešice 50°41′35″ s. š., 15°11′11″ v. d.                           | lípa malolistá                       | 548 | 106423           |                                                                                       | Roste solitérně na louce pod silnicí z Kokonína do Dalešic, asi 60 m jihozápadně od chalupy če. 56. Strom chráněn od 3. 2. 2022.                                  |
| Lípa v Desné †                                    | Ořezaná památná lípa malolistá v Desné I u chalupy čp. 75                                          | Desná I 50°45′48″ s. š., 15°19′10″ v. d.                            | lípa malolistá                       | 450 | 102017           | Kategorie „Lípa v Desné“ na Wikimedia Commons                                         | V obci, na zahradě u čp. I/75 |
| Lípa na Frýdštejně †                              | | Frýdštejn                                                           | lípa malolistá                       | 470 | 101994           |                                                                                       | Na severním okraji obce Voděrady směrem k Frýdštejnu; ochrana zrušena mezi r. 2000–2001 – rozpad stromu a likvidace; rozhodnutí nedohledáno – nedoručeno          |
| Haratická lípa                                    | | Haratice 50°42′5″ s. š., 15°19′47″ v. d.                            | lípa srdčitá                         | 480 | 101983 Q26787403 | Kategorie „Haratická lípa“ na Wikimedia Commons                                       | V obci u silnice na Zlatou Olešnici, na louce těsně pod silnicí                                                                                                   |
| Klen v Hraničné                                   | | Hraničná nad Nisou 50°45′52″ s. š., 15°9′36″ v. d.                  | javor klen                           | 380 | 102001 Q26787416 | Kategorie „Klen v Hraničné“ na Wikimedia Commons                                      | v Janově nad Nisou, na pastvině nedaleko rekreačního objektu |
| Lípa v Hraničné                                   | Lípa v Hraničné                                                                                    | Hraničná nad Nisou 50°45′58″ s. š., 15°9′45″ v. d.                  | lípa srdčitá                         | 530 | 102002 Q26787417 | Kategorie „Lípa v Hraničné“ na Wikimedia Commons                                      | V Janově nad Nisou, v zahradě u roubenky |
| Jasan v Huti                                      | | Huť 50°41′39″ s. š., 15°14′8″ v. d.                                 | jasan ztepilý                        | 490 | 101959 Q26787386 | Kategorie „Jasan v Huti“ na Wikimedia Commons                                         | V centru obce u hlavní silnice u odbočky na Alšovice |
| Klen v Huti                                       | | Pěnčín 50°41′13″ s. š., 15°14′31″ v. d.                             | javor klen                           | 422 | 105210 Q26789728 |                                                                                       | Na travnaté ploše u místní komunikace na okraji obce. Navzdory svému označení nestojí ve vsi Huť, ale již na katastru vsi Pěnčín                                  |
| Dub v Chlístově                                   | | Chlístov u Železného Brodu 50°38′58″ s. š., 15°14′48″ v. d.         | dub letní                            | 417 | 101976 Q26787398 |                                                                                       | Pod obcí, uprostřed polí, vlevo od cesty do Železného Brodu |
| Chlístovská lípa †                                | | Chlístov u Železného Brodu 50°39′9″ s. š., 15°14′25″ v. d.          | lípa velkolistá                      | 370 | 101969           |                                                                                       | Na západním okraji obce u čp. 4 |
| Chlístovské lípy                                  | | Chlístov u Železného Brodu 50°39′36″ s. š., 15°14′21″ v. d.         | lípa velkolistá (1) lípa srdčitá (3) | & Chyba ve výrazu: Neočekávaný operátor / Chyba ve výrazu: Neočekávaný operátor / Chyba ve výrazu: Neočekávaný operátor / Chyba ve výrazu: Neočekávaný operátor / Chyba ve výrazu: Neočekávaný operátor / Chyba ve výrazu: Neočekávaný operátor / Chyba ve výrazu: Neočekávaný operátor / Chyba ve výrazu: Neočekávaný operátor / Chyba ve výrazu: Neočekávaný operátor / Chyba ve výrazu: Neočekávaný operátor / Chyba ve výrazu: Neočekávaný operátor / Chyba ve výrazu: Neočekávaný operátor / Chyba ve výrazu: Neočekávaný operátor / Chyba ve výrazu: Neočekávaný operátor / Chyba ve výrazu: Neočekávaný operátor / -1.0000-0 | 101980 Q26779379 |                                                                                       | VTěpeřích, u silnice na Bzí, u čp. 15, u areálu bývalého JZD; obvod kmenů 280 cm, 320 cm, 340 cm, 370 cm                                                          |
| Chlístovský dub 2                                 | | Chlístov u Železného Brodu 50°39′36″ s. š., 15°14′48″ v. d.         | dub letní                            | 350 | 101970 Q26787393 |                                                                                       | U silnice ze Smržovky na Novou Ves, na Skřípku u čp. 100 |
| Lípa v Chlístově                                  | | Chlístov u Železného Brodu 50°39′7″ s. š., 15°14′28″ v. d.          | lípa srdčitá                         | 395 | 101979 Q26787401 |                                                                                       | Na jižním okraji obce, mezi domy |
| Buk v ulici V Aleji †                             | Mladý stromek na místě pokáceného památného buku lesního v jablonecké ulici V Aleji                | Jablonec nad Nisou 50°43′2″ s. š., 15°10′ v. d.                     | buk lesní                            | 344 | 104593           |                                                                                       | Na svažitém pozemku mezi ulicemi Květinová a Pivovarská. Na snímku je nová výsadba na místě pokáceného památného buku.                                            |
| Jasan v Rybářské ulici                            | Památný jasan ztepilý v jablonecké Rybářské ulici                                                  | Jablonec nad Nisou 50°43′40″ s. š., 15°10′25″ v. d.                 | jasan ztepilý                        | 377 | 106050 Q26790665 | Kategorie „Jasan v Rybářské ulici (Jablonec nad Nisou)“ na Wikimedia Commons          | V zahradě u čp. 1166 |
| Kokonínské lípy                                   | Kokonínské lípy                                                                                    | Jablonec nad Nisou 50°42′2″ s. š., 15°10′23″ v. d.                  | lípa malolistá                       | & Chyba ve výrazu: Neočekávaný operátor / Chyba ve výrazu: Neočekávaný operátor / Chyba ve výrazu: Neočekávaný operátor / Chyba ve výrazu: Neočekávaný operátor / Chyba ve výrazu: Neočekávaný operátor / Chyba ve výrazu: Neočekávaný operátor / Chyba ve výrazu: Neočekávaný operátor / Chyba ve výrazu: Neočekávaný operátor / Chyba ve výrazu: Neočekávaný operátor / Chyba ve výrazu: Neočekávaný operátor / Chyba ve výrazu: Neočekávaný operátor / Chyba ve výrazu: Neočekávaný operátor / Chyba ve výrazu: Neočekávaný operátor / Chyba ve výrazu: Neočekávaný operátor / Chyba ve výrazu: Neočekávaný operátor / -1.0000-0 | 106051 Q26779374 | Kategorie „Kokonínské lípy“ na Wikimedia Commons                                      | Na křižovatce ulic Rychnovská a Lyžařská |
| Lípa svobody                                      | Památná Lípa svobody na jabloneckém Horním náměstí                                                 | Jablonec nad Nisou                                                  | lípa srdčitá                         | 304 | 106293 Q73602013 | Kategorie „Lípa svobody (Jablonec nad Nisou)“ na Wikimedia Commons                    | Strom se nachází v plochách veřejné zeleně mezi hlavní parkovací plochou na Horním náměstí a kostelem Nejsvětějšího Srdce Ježíšova; zasazen skauty v květnu 1946. |
| Lípa v Horské ulici                               | Památná lípa srdčitá v jablonecké Horské ulici                                                     | Jablonec nad Nisou 50°43′8″ s. š., 15°10′35″ v. d.                  | lípa srdčitá                         | 450 | 101996 Q26787412 | Kategorie „Lípa v Horské ulici (Jablonec nad Nisou)“ na Wikimedia Commons             | V obecní zahradě u Horské ulice |
| Schwanův památný strom                            | | Jablonec nad Nisou 50°43′19″ s. š., 15°10′46″ v. d.                 | javor mléč                           | 404 | 106463           |                                                                                       | Zahrada rodinného domu v urbanizovaném prostředí, křižovatka ulic Lovecká/Bažantí/Sokolí.                                                                         |
| Císařská lípa                                     | Císařská lípa v Jabloneckých Pasekách                                                              | Jablonecké Paseky 50°44′ s. š., 15°11′33″ v. d.                     | lípa malolistá                       | 325 | 101956 Q11773937 | Kategorie „Císařská lípa“ na Wikimedia Commons                                        | Na travnaté ploše u památkově chráněné roubené chalupy |
| Lípa v Jílovém u Držkova                          | 350letá lípa velkolistá v Jílovém u Držkova                                                        | Jílové u Držkova 50°40′10″ s. š., 15°17′45″ v. d.                   | lípa velkolistá                      | 610 | 102016 Q26787427 | Kategorie „Lípa v Jílovém u Držkova“ na Wikimedia Commons                             | V obci u bývalého čp. 2 (dnes če. 518) na svahu |
| Lípa v Jistebsku                                  | Lípa v Jistebsku                                                                                   | Jistebsko 50°41′20″ s. š., 15°13′20″ v. d.                          | lípa srdčitá                         | 540 | 101981 Q26787402 | Kategorie „Tilia cordata in Jistebsko“ na Wikimedia Commons                           | V obci na louce u křižovatky Jistebsko-Krásná |
| Lípa v Jistebsku                                  | Lípa v Jistebsku (Krásná)                                                                          | Jistebsko 50°41′34″ s. š., 15°13′8″ v. d.                           | lípa velkolistá                      | 380 | 102007 Q26787420 | Kategorie „Tilia platyphyllos in Jistebsko“ na Wikimedia Commons                      | V osadě Krásná, v zahradě |
| Zlaté duby v Josefově Dole                        | Zlaté duby v Josefově Dole v zimě 2013/2014                                                        | Josefův Důl u Jablonce nad Nisou 50°46′57″ s. š., 15°13′47″ v. d.   | dub letní sloupovitý zlatý (12)      | & Chyba ve výrazu: Neočekávaný operátor / Chyba ve výrazu: Neočekávaný operátor / Chyba ve výrazu: Neočekávaný operátor / Chyba ve výrazu: Neočekávaný operátor / Chyba ve výrazu: Neočekávaný operátor / Chyba ve výrazu: Neočekávaný operátor / Chyba ve výrazu: Neočekávaný operátor / Chyba ve výrazu: Neočekávaný operátor / Chyba ve výrazu: Neočekávaný operátor / Chyba ve výrazu: Neočekávaný operátor / Chyba ve výrazu: Neočekávaný operátor / Chyba ve výrazu: Neočekávaný operátor / Chyba ve výrazu: Neočekávaný operátor / Chyba ve výrazu: Neočekávaný operátor / Chyba ve výrazu: Neočekávaný operátor / -1.0000-0 | 102013 Q26791007 | Kategorie „Zlaté duby v Josefově Dole“ na Wikimedia Commons                           | V obci u hlavní silnice; obvod kmenů od 100 cm do 180 cm |
| Koberovská lípa †                                 | | Koberovy                                                            | lípa malolistá                       | 380 | 101985 Q12034690 |                                                                                       | V obci, u silnice od školy směrem na Hamštejn |
| Lípa v Kokoníně                                   | Památná lípa v Kokoníně u Jablonce                                                                 | Kokonín 50°42′9″ s. š., 15°11′12″ v. d.                             | lípa malolistá                       | 501 | 101997 Q26787413 | Kategorie „Lípa v Kokoníně“ na Wikimedia Commons                                      | Na louce vedle komunikace Jablonec-Maršovice |
| Lípa v lukách                                     | | Kokonín 50°41′59″ s. š., 15°10′ v. d.                               | lípa malolistá                       | 450 | 106370           |                                                                                       | Ve slepé odbočce z ulice Rychnovská v blízkosti podniku IMP Kokonín                                                                                               |
| Lípa v ulici Dubová                               | | Kokonín 50°42′3″ s. š., 15°11′21″ v. d.                             | lípa malolistá                       | 476 | 101955 Q26787382 |                                                                                       | V obci v zahradě u rekreačního objektu na svahu pod hlavní komunikací                                                                                             |
| Lhotecká lípa                                     | Lhotecká lípa                                                                                      | Lhotka u Zlaté Olešnice 50°41′26″ s. š., 15°20′13″ v. d.            | lípa malolistá                       | 600 | 101982 Q12033260 | Kategorie „Lhotecká lípa“ na Wikimedia Commons                                        | V centru obce |
| Lhotecký klen †                                   | | Lhotka u Zlaté Olešnice                                             | javor klen                           | 369 | 101963           |                                                                                       | V obci u hlavní silnice |
| Lípa v Loužnici                                   | | Loužnice 50°40′52″ s. š., 15°15′50″ v. d.                           | lípa velkolistá                      | 360 | 101958 Q26787385 |                                                                                       | Na okraji obce u silnice do Bratříkova, mezi domy |
| Lukášovská lípa                                   | | Lukášov 50°45′5″ s. š., 15°7′46″ v. d.                              | lípa malolistá                       | 413 | 106522           |                                                                                       | Pozemek na periferii města Jablonec nad Nisou, mezi ulicemi Lukášovská a Pod Vodárnou, nedaleko přírodní památky Lukášov.                                         |
| Dub v Malé Horce                                  | Dub v Malé Horce                                                                                   | Malá Horka 50°38′30″ s. š., 15°16′44″ v. d.                         | dub letní                            | 409 | 101995 Q26787411 | Kategorie „English Oak in Malá Horka“ na Wikimedia Commons                            | Na jižním okraji obce Malá Horka, jihovýchodní svah u chalupy |
| Lípy v Maršovicích                                | Lípy v Maršovicích                                                                                 | Maršovice u Jablonce nad Nisou 50°41′43″ s. š., 15°12′ v. d.        | lípa malolistá (2)                   | & Chyba ve výrazu: Neočekávaný operátor / Chyba ve výrazu: Neočekávaný operátor / Chyba ve výrazu: Neočekávaný operátor / Chyba ve výrazu: Neočekávaný operátor / Chyba ve výrazu: Neočekávaný operátor / Chyba ve výrazu: Neočekávaný operátor / Chyba ve výrazu: Neočekávaný operátor / Chyba ve výrazu: Neočekávaný operátor / Chyba ve výrazu: Neočekávaný operátor / Chyba ve výrazu: Neočekávaný operátor / Chyba ve výrazu: Neočekávaný operátor / Chyba ve výrazu: Neočekávaný operátor / Chyba ve výrazu: Neočekávaný operátor / Chyba ve výrazu: Neočekávaný operátor / Chyba ve výrazu: Neočekávaný operátor / -1.0000-0 | 101961 Q26779373 | Kategorie „Lípy v Maršovicích“ na Wikimedia Commons                                   | V centru obce pod silnicí |
| Dub ve Mšeně                                      | Dub ve Mšeně                                                                                       | Mšeno nad Nisou 50°44′21″ s. š., 15°10′ v. d.                       | dub letní                            | 505 | 102014 Q26787424 | Kategorie „Dub ve Mšeně“ na Wikimedia Commons                                         | V Jablonci nad Nisou, na sídlišti, na křižovatce vpravo |
| Javor ve Mšeně                                    | Javor ve Mšeně od křižovatky Palackého a Riegrovy ulice                                            | Mšeno nad Nisou 50°43′58″ s. š., 15°10′11″ v. d.                    | javor klen                           | 400 | 102015 Q26787426 | Kategorie „Javor ve Mšeně“ na Wikimedia Commons                                       | Na břehu přehrady, vlevo před příjezdem k přehradě |
| Lípa na Nové Vsi                                  | Památná lípa malolistá pod stavením čp. 92 v Nové Vsi nad Nisou                                    | Nová Ves nad Nisou 50°43′48″ s. š., 15°12′39″ v. d.                 | lípa malolistá                       | 461 | 101964 Q26787387 | Kategorie „Lípa malolistá pod čp. 92 (Nová Ves nad Nisou)“ na Wikimedia Commons       | V obci pod čp. 92 |
| Lípa pod křížkem                                  | | Nová Ves nad Nisou 50°43′50″ s. š., 15°12′30″ v. d.                 | lípa malolistá                       | 435 | 106422           |                                                                                       | Roste na pastvinách jižně od chalupy če. 543 ve shluku mladších stromů. Strom chráněn od 5. 9. 2020.                                                              |
| Novoveské lípy pod Nisankou                       | Památná lípa malolistá U Brynychů nad stavením čp. 648 v Nové Vsi nad Nisou                        | Nová Ves nad Nisou 50°43′49″ s. š., 15°12′33″ v. d.                 | lípa malolistá (2)                   | 430 | 101962 Q26779371 | Kategorie „Lípa u Brynychů (Nová Ves nad Nisou)“ na Wikimedia Commons                 | V obci nad čp. 648. Původně (od roku 1997 do roku 2019) chráněn pouze jeden strom pod názvem Lípa u Brynychů.                                                     |
| Novoveský javor                                   | Novoveský javor na začátku tzv. Aleje dětí                                                         | Nová Ves nad Nisou 50°43′12″ s. š., 15°13′3″ v. d.                  | javor klen                           | 313 | 106381           | Kategorie „Novoveský javor“ na Wikimedia Commons                                      | V jižní části vsi na svahu na začátku tzv. Aleje dětí, na hranici pozemků p. č. 618 a 613/3                                                                       |
| Tři lípy malolisté †                              | Poražené památné lípy malolisté U tří lip                                                          | Nová Ves nad Nisou 50°43′46″ s. š., 15°13′35″ v. d.                 | lípa malolistá (3)                   | & Chyba ve výrazu: Neočekávaný operátor / Chyba ve výrazu: Neočekávaný operátor / Chyba ve výrazu: Neočekávaný operátor / Chyba ve výrazu: Neočekávaný operátor / Chyba ve výrazu: Neočekávaný operátor / Chyba ve výrazu: Neočekávaný operátor / Chyba ve výrazu: Neočekávaný operátor / Chyba ve výrazu: Neočekávaný operátor / Chyba ve výrazu: Neočekávaný operátor / Chyba ve výrazu: Neočekávaný operátor / Chyba ve výrazu: Neočekávaný operátor / Chyba ve výrazu: Neočekávaný operátor / Chyba ve výrazu: Neočekávaný operátor / Chyba ve výrazu: Neočekávaný operátor / Chyba ve výrazu: Neočekávaný operátor / -1.0000-0 | 101989           | Kategorie „Lípy U tří lip (Nová Ves nad Nisou)“ na Wikimedia Commons                  | U silnice Nová Ves-Lučany nad Nisou |
| Jilm v Pelíkovicích †                             | | Pelíkovice                                                          | jilm habrolistý                      | 380 | 101986           |                                                                                       | U silnice nad obcí Radoňovice |
| Jasan v Kořenově                                  | | Polubný 50°45′35″ s. š., 15°22′23″ v. d.                            | jasan ztepilý                        | 450 | 102010 Q26787422 |                                                                                       | V obci Kořenov u čp. 34 |
| Klen v Horním Polubném                            | Památný strom javor klen (Acer pseudoplatanus) v Horním Polubném, okres Jablonec nad Nisou, Česko. | Polubný 50°46′18″ s. š., 15°20′53″ v. d.                            | javor klen                           | 508 | 102012 Q26787423 | Kategorie „Klen v Horním Polubném“ na Wikimedia Commons                               | na křižovatce u hotelu Sport |
| Šácholan zašpičatělý †                            | | Polubný                                                             | šácholan přišpičatělý                | 165 | 102011           |                                                                                       | U objektu bývalých lázní, vlevo od přístupové cesty |
| Klen v Příchovicích                               | Klen v Příchovicích                                                                                | Příchovice u Kořenova 50°44′43″ s. š., 15°21′7″ v. d.               | javor klen                           | 430 | 102000 Q26787415 | Kategorie „Klen v Příchovicích“ na Wikimedia Commons                                  | V obci, blízko silnice Kořenov-Příchovice, u vjezdu do ZD Zlatá Olešnice                                                                                          |
| Dub v Pulečném                                    | Památný dub letní u domu čp. 174 v Pulečném                                                        | Pulečný 50°40′34″ s. š., 15°10′5″ v. d.                             | dub letní                            | 315 | 101966 Q26787390 | Kategorie „Dub v Pulečném“ na Wikimedia Commons                                       | V obci nad bývalou školou |
| Buk na Rádle                                      | Památný buk lesní v horní části vsi Rádlo                                                          | Rádlo 50°42′18″ s. š., 15°7′41″ v. d.                               | buk lesní                            | 385 | 101984 Q26787405 | Kategorie „Buk na Rádle“ na Wikimedia Commons                                         | V obci u hlavní silnice, v zahradě u rod. domku |
| Lípy v Rejdicích                                  | | Rejdice 50°43′18″ s. š., 15°21′33″ v. d.                            | lípa srdčitá (3)                     | & Chyba ve výrazu: Neočekávaný operátor / Chyba ve výrazu: Neočekávaný operátor / Chyba ve výrazu: Neočekávaný operátor / Chyba ve výrazu: Neočekávaný operátor / Chyba ve výrazu: Neočekávaný operátor / Chyba ve výrazu: Neočekávaný operátor / Chyba ve výrazu: Neočekávaný operátor / Chyba ve výrazu: Neočekávaný operátor / Chyba ve výrazu: Neočekávaný operátor / Chyba ve výrazu: Neočekávaný operátor / Chyba ve výrazu: Neočekávaný operátor / Chyba ve výrazu: Neočekávaný operátor / Chyba ve výrazu: Neočekávaný operátor / Chyba ve výrazu: Neočekávaný operátor / Chyba ve výrazu: Neočekávaný operátor / -1.0000-0 | 101998 Q26779378 |                                                                                       | Na okraji polní cesty u potoka Zlatník u pomníku sv. Jana Nepomuckého; obvod kmenů 260 cm, 380 cm, 440 cm                                                         |
| Buk u kostela                                     | Památný buk červenolistý u rychnovského kostela                                                    | Rychnov u Jablonce nad Nisou 50°41′15″ s. š., 15°8′56″ v. d.        | buk lesní                            | 310 | 106046 Q26790661 | Kategorie „Buk u kostela“ na Wikimedia Commons                                        | V obci za kostelem na pozemku u bývalého hřbitova |
| Dub v Ještědské ulici                             | Památný dub letní v Rychnově v Ještědské ulici u čp. 853                                           | Rychnov u Jablonce nad Nisou 50°41′6″ s. š., 15°9′14″ v. d.         | dub letní                            | 420 | 105521 Q26790102 | Kategorie „Dub v Ještědské ulici (Rychnov u Jablonce nad Nisou)“ na Wikimedia Commons | V Ještědské ulici |
| Topol černý †                                     | | Rychnov u Jablonce nad Nisou                                        | topol černý                          | 490 | 104465           |                                                                                       | V obci |
| Lípa na Košovech                                  | | Rychnov u Jablonce nad Nisou 50°40′2″ s. š., 15°9′6″ v. d.          | lípa malolistá                       | 625 | 106521           |                                                                                       | V Košově u chalupy ev. č. E131. |
| Skuhrovská lípa                                   | Skuhrovská lípa                                                                                    | Skuhrov (okres Jablonec nad Nisou) 50°40′35″ s. š., 15°12′38″ v. d. | lípa srdčitá                         | 425 | 101968 Q26787392 | Kategorie „Tilia cordata in Skuhrov“ na Wikimedia Commons                             | V severní části obce u čp. 26 |
| Buk u hřbitova na Smržovce                        | | Smržovka 50°43′48″ s. š., 15°14′32″ v. d.                           | buk lesní                            | 330 | 101990 Q26787408 |                                                                                       | Pod kostelem u hřbitova |
| Jilm pod sokolovnou ve Smržovce †                 | | Smržovka 50°43′53″ s. š., 15°14′52″ v. d.                           | jilm horský                          | 407 | 101973 Q26787395 |                                                                                       | V obci pod sokolovnou - dle ortofoto patrně pokácen mezi r. 2022-2023. Ochrana zrušena 02. prosince 2021.                                                         |
| Kleny ve Smržovce                                 | | Smržovka 50°44′20″ s. š., 15°14′55″ v. d.                           | javor klen (2)                       | & Chyba ve výrazu: Neočekávaný operátor / Chyba ve výrazu: Neočekávaný operátor / Chyba ve výrazu: Neočekávaný operátor / Chyba ve výrazu: Neočekávaný operátor / Chyba ve výrazu: Neočekávaný operátor / Chyba ve výrazu: Neočekávaný operátor / Chyba ve výrazu: Neočekávaný operátor / Chyba ve výrazu: Neočekávaný operátor / Chyba ve výrazu: Neočekávaný operátor / Chyba ve výrazu: Neočekávaný operátor / Chyba ve výrazu: Neočekávaný operátor / Chyba ve výrazu: Neočekávaný operátor / Chyba ve výrazu: Neočekávaný operátor / Chyba ve výrazu: Neočekávaný operátor / Chyba ve výrazu: Neočekávaný operátor / -1.0000-0 | 101991 Q26779377 |                                                                                       | Za náměstím, směrem na Horní Tanvald |
| Lípa malolistá u školy ve Smržovce                | | Smržovka 50°43′55″ s. š., 15°14′57″ v. d.                           | lípa malolistá                       | 353 | 101974 Q26787396 |                                                                                       | V obci u silnice naproti škole |
| Lípa u Říhů                                       | | Smržovka 50°43′44″ s. š., 15°15′51″ v. d.                           | lípa malolistá                       | & Chyba ve výrazu: Neočekávaný operátor / Chyba ve výrazu: Neočekávaný operátor / Chyba ve výrazu: Neočekávaný operátor / Chyba ve výrazu: Neočekávaný operátor / Chyba ve výrazu: Neočekávaný operátor / Chyba ve výrazu: Neočekávaný operátor / Chyba ve výrazu: Neočekávaný operátor / Chyba ve výrazu: Neočekávaný operátor / Chyba ve výrazu: Neočekávaný operátor / Chyba ve výrazu: Neočekávaný operátor / Chyba ve výrazu: Neočekávaný operátor / Chyba ve výrazu: Neočekávaný operátor / Chyba ve výrazu: Neočekávaný operátor / Chyba ve výrazu: Neočekávaný operátor / Chyba ve výrazu: Neočekávaný operátor / -1.0000-0 | 106399           |                                                                                       | U roubené chalupy če. 118 v ulici Na Stráži |
| Smržovská lípa u železářství                      | | Smržovka 50°44′15″ s. š., 15°14′48″ v. d.                           | lípa malolistá                       | 440 | 101967 Q26787391 |                                                                                       | Na Hlavní ulici za železářstvím čp. 886 |
| Smržovský buk v rohu zahrady u Rydvalů            | | Smržovka 50°43′59″ s. š., 15°14′43″ v. d.                           | buk lesní                            | 305 | 101965 Q26787388 |                                                                                       | V obci nad bývalou školou |
| Smržovský jasan †                                 | | Smržovka                                                            | jasan ztepilý                        | 480 | 101972           |                                                                                       | V obci u čp. 225, u silnice směrem na Novou Ves |
| Lípa malolistá Sněhov                             | Sněhovská lípa u Papežů                                                                            | Sněhov 50°39′27″ s. š., 15°11′47″ v. d.                             | lípa malolistá                       | 385 | 101993 Q26787410 |                                                                                       | V centru obce u vedlejší cesty u plotu |
| Lípa malolistá u pivovaru v Malé Skále            | Památná lípa malolistá u zámeckého pivovaru v Malé Skále                                           | Sněhov 50°38′48″ s. š., 15°11′42″ v. d.                             | lípa malolistá                       | 605 | 101992 Q26787409 | Kategorie „Lípa malolistá u pivovaru (Malá Skála)“ na Wikimedia Commons               | V obci mezi zámečkem a pivovarem |
| Lípa Antala Staška                                | | Stanový 50°41′27″ s. š., 15°21′39″ v. d.                            | lípa malolistá                       | 530 | 101987 Q26787406 | Kategorie „Lípa Antala Staška“ na Wikimedia Commons                                   | Na louce u rodného domu Antala Staška |
| Lípa malolistá †                                  | | Střevelná                                                           | lípa malolistá                       | 410 | 102005           |                                                                                       | V obci u čp. 30 |
| Lípa ve Střevelné 2                               | Památná lípa na západním okraji Střevelné                                                          | Střevelná 50°39′22″ s. š., 15°16′40″ v. d.                          | lípa malolistá                       | 350 | 102004 Q26787418 | Kategorie „Lípa ve Střevelné 2“ na Wikimedia Commons                                  | V obci u statku |
| Lípa ve Střevelné 3 †                             | | Střevelná                                                           | lípa malolistá                       | 370 | 102003           |                                                                                       | V obci u e.č. 8 |
| Dub na Šumburku                                   | | Šumburk nad Desnou 50°44′41″ s. š., 15°19′39″ v. d.                 | dub letní                            | 455 | 101999 Q26787414 |                                                                                       | U rekreačního objektu v původní rozptýlené zástavbě |
| Dub letní nad kapličkou sv. Anny                  | | Tanvald 50°44′22″ s. š., 15°17′15″ v. d.                            | dub letní                            | 417 | 105496 Q26790073 |                                                                                       | Za zástavbou na mírně svažitém pozemku |
| Lípa srdčitá u kapličky na Malé Skále (Vranové I) | Lípa srdčitá v Malé Skále                                                                          | Vranové I 50°38′15″ s. š., 15°11′32″ v. d.                          | lípa srdčitá                         | 300 | 101971 Q26787394 | Kategorie „Lípa srdčitá u kapličky na Malé Skále (Vranové I)“ na Wikimedia Commons    | Na náměstí u kapličky na Malé Skále |
| Tis červený v Malé Skále                          | | Vranové I                                                           | tis červený                          | 215 | 102008 Q26787421 | Kategorie „Tis červený v Malé Skále“ na Wikimedia Commons                             | V Malé Skále u bývalé železniční stanice (dnes galerie), za přejezdem; trojkmen                                                                                   |
| Lípa malolistá †                                  | | Vranové II                                                          | lípa malolistá                       | 396 | 104462           |                                                                                       | Na okraji obce ve směru na Frýdštejn |
| Javor ve Vrkoslavicích                            | | Vrkoslavice 50°42′19″ s. š., 15°10′39″ v. d.                        | javor klen                           | 370 | 101957 Q26787384 |                                                                                       | U domu čp. 170 Pražská ulice |
| Zásadský dub                                      | | Zásada 50°41′52″ s. š., 15°16′5″ v. d.                              | dub letní                            | 500 | 101988 Q26787407 |                                                                                       | V obci mezi kaplí a hřbitovem |
| Lípa v Bahništích †                               | | Zlatá Olešnice Semilská                                             | lípa malolistá                       | 680 | 104463           |                                                                                       | V Bahništích u silnice směrem na Stanový |
| Buk na Popluži                                    | Buk na Popluží                                                                                     | Železný Brod 50°38′16″ s. š., 15°15′33″ v. d.                       | buk lesní                            | 540 | 101977 Q26787399 | Kategorie „European Beech in Popluží“ na Wikimedia Commons                            | V obci za kostelem sv. Jana Nepomuckého |
| Lípa v Železném Brodu                             | Lípa velkolistá v Železném Brodu                                                                   | Železný Brod 50°38′39″ s. š., 15°15′27″ v. d.                       | lípa velkolistá                      | 285 | 101978 Q26787400 | Kategorie „Tilia platyphyllos in Železný Brod“ na Wikimedia Commons                   | Na jižním okraji obce u čp. 158 |
| Lhotecký jilm †                                   | |                                                                     | jilm habrolistý                      | 400 | 104464 Q74836385 |                                                                                       | pravděpodobně vyhlášen OÚ Jablonec 27.11.1996 čj.ŽP/3204/95 |